# Minervino Pietra
Pour les articles homonymes, voir Pietra.
Minervino Pietra, de son nom complet Minervino José Lopes Pietra, est un footballeur international portugais né le 1er mars 1954 à Lisbonne et mort le 7 mars 2024. Il joue au poste de défenseur droit. Il est ensuite l'entraîneur adjoint du Benfica Lisbonne.

## Biographie

### En club
Minervino Pietra commence sa carrière professionnelle au CF Belenenses, son club formateur. Il reste cinq saisons dans ce club, sans remporter de titre.
En 1976, il rejoint les rangs du prestigieux Benfica Lisbonne. Avec ce club, il atteint la finale de la Coupe de l'UEFA en 1983, en étant battu par le club belge du RSC Anderlecht. Lors de la finale, il est titulaire au match aller puis lors du match retour. Il atteint également avec le club lisboète les quarts de finale de la Coupe d'Europe des clubs champions en 1984, se faisant éliminer par l'équipe de Liverpool.
Minervino Pietra remporte avec Benfica cinq titres de champion du Portugal et six Coupes du Portugal, sans oublier deux Supercoupes du Portugal. Au total, au cours de sa carrière de joueur en club, il prend part à 327 matchs de championnat, inscrivant 29 buts. Il réalise sa meilleure saison en 1984-1985, où il inscrit cinq buts.

### En équipe nationale
Minervino Pietra est sélectionné à 28 reprises en équipe du Portugal. Il inscrit un but en équipe nationale. Il ne participe toutefois à aucune phase finale de compétition internationale avec le Portugal.
Il reçoit sa première sélection le 14 novembre 1973, lors d'un match face à l'équipe d'Irlande du Nord. Ce match compte pour les éliminatoires de la Coupe du monde 1974. Il reçoit sa dernière sélection le 21 septembre 1983, lors d'une rencontre face à la Finlande comptant pour les qualifications de l'Euro 1984. Il inscrit un but le 14 octobre 1981 face à la Suède, lors d'un match comptant pour les qualifications de la Coupe du monde 1982.

### Carrière de technicien
Après avoir raccroché les crampons, Minervino Pietra se reconvertit comme technicien dans l'encadrement des joueurs. 
Il commence tout d'abord comme entraîneur adjoint du club de Boavista en 1989. Il est ensuite l'entraîneur principal du FC Alverca et de la Juventude de Évora.
En 1994, il retourne à Boavista, en tant qu'adjoint. Il est par la suite adjoint à Belenenses, puis de nouveau à Boavista, puis à Alverca et enfin à l'Estoril-Praia.
Il est l'entraîneur principal de l'Estoril-Praia lors de la saison 1999-2000. Il dirige ensuite les joueurs du FC Barreirense, avant de disparaître des écrans radars pendant quelques années. On retrouve sa trace comme entraîneur adjoint du Benfica Lisbonne en 2009.

## Palmarès
- Finaliste de la Coupe de l'UEFA en 1983 avec le Benfica Lisbonne
- Champion du Portugal en 1977, 1981, 1983, 1984 et 1987 avec le Benfica Lisbonne
- Vainqueur de la Coupe du Portugal en 1980, 1981, 1983, 1985, 1986 et 1987 avec le Benfica Lisbonne
- Vainqueur de la Supercoupe du Portugal en 1980 et 1985 avec le Benfica Lisbonne